# 271 (عدد)
271 هو عدد صحيح  طبيعي بين 270 و272

## في الرياضيات

### خصائص
- 271 عدد أولي
- 271 عدد فردي
- 271 عدد ناقص